# Dorcadion borochorense
Dorcadion borochorense är en skalbaggsart som beskrevs av Stefan von Breuning 1944. Dorcadion borochorense ingår i släktet Dorcadion och familjen långhorningar.
Artens utbredningsområde är Kazakstan. Inga underarter finns listade i Catalogue of Life.